# Diocesi di Chascomús
La diocesi di Chascomús (in latino Dioecesis Chascomusensis) è una sede della Chiesa cattolica in Argentina suffraganea dell'arcidiocesi di La Plata. Nel 2023 contava 358.900 battezzati su 408.000 abitanti. È retta dal vescovo Juan Ignacio Liébana.

## Territorio
La diocesi comprende 13 distretti della provincia di Buenos Aires: Brandsen, Castelli, Chascomús, Dolores, General Belgrano, General Guido, General Lavalle, General Paz, Maipú, Monte, Pila, Tordillo e La Costa.
Sede vescovile è la città di Chascomús, dove si trova la cattedrale di Nostra Signora della Mercede.
Il territorio si estende su 27.115 km² ed è suddiviso in 27 parrocchie.

## Storia
La diocesi è stata eretta il 27 marzo 1980 con la bolla Universum Dominicum gregem di papa Giovanni Paolo II, ricavandone il territorio dall'arcidiocesi di La Plata e dalla diocesi di Mar del Plata.
Il 24 giugno 1982, con la lettera apostolica Quandoquidem clerus, lo stesso papa Giovanni Paolo II ha confermato la Beata Maria Vergine della Mercede patrona principale della diocesi, e San Giovanni Battista patrono secondario.

## Cronotassi dei vescovi
Si omettono i periodi di sede vacante non superiori ai 2 anni o non storicamente accertati.
- Rodolfo Bufano † (27 marzo 1980 - 16 aprile 1982 nominato vescovo di San Justo)
- José María Montes † (19 gennaio 1983 - 3 luglio 1996 ritirato)
- Juan Carlos Maccarone † (3 luglio 1996 - 18 febbraio 1999 nominato vescovo di Santiago del Estero)
- Carlos Humberto Malfa (20 maggio 2000 - 9 gennaio 2024 ritirato)
- Juan Ignacio Liébana, dal 9 gennaio 2024

## Statistiche
La diocesi nel 2023 su una popolazione di 408.000 persone contava 358.900 battezzati, corrispondenti all'88,0% del totale.
| anno | popolazione | popolazione | popolazione | presbiteri | presbiteri | presbiteri | presbiteri                | diaconi | religiosi | religiosi | parrocchie |
| anno | battezzati  | totale      | %           | numero     | secolari   | regolari   | battezzati per presbitero | diaconi | uomini    | donne     | parrocchie |
| ---- | ----------- | ----------- | ----------- | ---------- | ---------- | ---------- | ------------------------- | ------- | --------- | --------- | ---------- |
| 1990 | 224.604     | 249.560     | 90,0        | 27         | 18         | 9          | 8.318                     |         | 16        | 55        | 26         |
| 1999 | 246.200     | 275.826     | 89,3        | 27         | 21         | 6          | 9.118                     | 2       | 7         | 33        | 26         |
| 2000 | 252.849     | 284.101     | 89,0        | 31         | 25         | 6          | 8.156                     | 2       | 7         | 33        | 26         |
| 2001 | 262.963     | 295.465     | 89,0        | 27         | 23         | 4          | 9.739                     | 1       | 5         | 33        | 25         |
| 2002 | 278.741     | 313.193     | 89,0        | 31         | 25         | 6          | 8.991                     | 1       | 7         | 32        | 26         |
| 2003 | 295.466     | 331.984     | 89,0        | 32         | 27         | 5          | 9.233                     | 1       | 6         | 24        | 27         |
| 2004 | 313.194     | 351.903     | 89,0        | 34         | 28         | 6          | 9.211                     | 1       | 7         | 21        | 26         |
| 2006 | 331.155     | 372.084     | 89,0        | 34         | 29         | 5          | 9.739                     | 2       | 6         | 25        | 26         |
| 2013 | 366.000     | 411.000     | 89,1        | 29         | 24         | 5          | 12.620                    | 2       | 5         | 30        | 26         |
| 2016 | 377.043     | 423.546     | 89,0        | 36         | 28         | 8          | 10.473                    | 2       | 8         | 20        | 26         |
| 2019 | 352.515     | 393.310     | 89,6        | 30         | 26         | 4          | 11.750                    | 3       | 4         | 16        | 29         |
| 2021 | 352.515     | 400.775     | 88,0        | 24         | 21         | 3          | 14.688                    | 3       | 3         | 16        | 27         |
| 2023 | 358.900     | 408.000     | 88,0        | 22         | 19         | 3          | 16.313                    | 3       | 3         | 16        | 27         |